# Martelaarsteden
Martelaarssteden is een term die gebruikt wordt voor steden in Frankrijk en België die zwaar leden onder gewelddaden van het Duitse leger tijdens de begindagen van de Eerste Wereldoorlog. Bij uitbreiding wordt de term soms ook gebruikt voor steden die hetzelfde lot ondergingen tijdens het verder verloop van deze oorlog of tijdens de Tweede Wereldoorlog. In België werd het begrip aanvankelijk vooral in het Frans gebruikt; de Nederlandse term is van recente datum. Het was de Franse historicus en kunstcriticus Marius Vachon die de term 'villes martyrs' (martelaarssteden) voor het eerst gebruikte om de Franse en Belgische plaatsen aan te duiden, die door het Duitse leger zwaar toegetakeld waren. Begin 1915 publiceerde Vachon het boek Les Villes martyres de France et de Belgique. Statistique des villes et villages détruits par les Allemands dans les deux pays, avec 41 vues de villes et des monuments historiques avant et après leur incendie.

## Zeven Belgische martelaarssteden

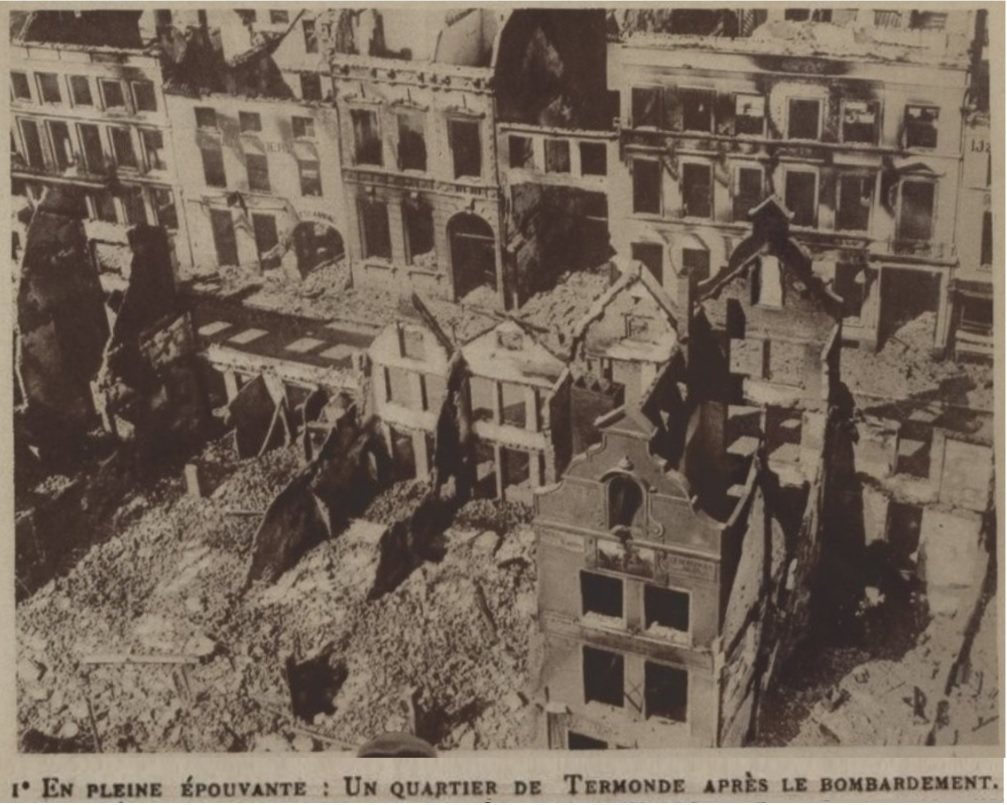
Dendermonde na de brandstichting door het Duitse leger in september 1914

Ter gelegenheid van de herdenking van de honderdste verjaardag van het begin van de Eerste Wereldoorlog ondertekenden de burgemeesters van zeven Belgische martelaarssteden in Dendermonde een samenwerkingsverband om de verwoestingen te herdenken. Het zijn zeven Belgische steden en gemeenten waar het Duitse leger bij het begin van de Eerste Wereldoorlog tijdens de zogenaamde Rape of Belgium in augustus en september 1914 extreme wreedheden beging tegen de burgerbevolking. De titel 'martelaarsstad' is nooit officieel aan de desbetreffende gemeenten toegekend, in tegenstelling tot wat de burgemeesters van deze steden aanvankelijk dachten. Het betreft drie Vlaamse en vier Waalse gemeenten: Wezet (Visé), Aarschot, Andenne, Tamines (bij Charleroi), Dinant, Leuven en Dendermonde.
- De stad Wezet werd op 15 augustus 1914 in brand gestoken (ca. 600 huizen), nadat enkele dagen eerder de gotische kerk was opgeblazen.[2]
- In Aarschot werden op 19 augustus 170 burgers geëxecuteerd als represaille voor een om het leven gekomen Duitse officier. Zie: Duitse represailles in Aarschot.
- Op het marktplein van Andenne werden op 21 augustus 800 burgers bijeengedreven voor een schijnproces, waarna er 200 werden geëxecuteerd en de rest gedeporteerd of verdreven.
- In Tamines gebruikten de Duitsers op 21 en 22 augustus 650 burgers als levend schild bij het oversteken van de Samber, waarvan er 380 stierven.
- In Dinant werden op 23 augustus 665 mensen vermoord uit wraak voor de mislukte oversteek van de Maas.
- In Leuven gingen op 25 augustus meer dan 1200 gebouwen in vlammen op, waaronder de Universiteitsbibliotheek (KU Leuven). 218 burgers kwamen om het leven.
- In Dendermonde raakte op 5 september 90% van de woningen zwaar beschadigd na brandstichting door het Duitse leger; de helft van de huizen was volledig verwoest.